# Petit Valley
Petit Valley es una localidad de Trinidad y Tobago, que forma parte de la región de Diego Martín.

## Geografía
La localidad abarca parte de la isla Trinidad y limita al norte con St. Lucien Road y Cameron Road, al sur con Four Roads, Alyce Glen, Simeon Road, Dibe-Belle Vue y Champ Elysees, al este con Le Platte y al oeste con St. Lucien Road, Diego Martín y La Puerta.

## Demografía
Datos demográficos de la localidad de Petit Valley:
| Gráfica de evolución demográfica de Petit Valley entre 2000 y 2011 |
|                                                                    |